# ゴッド・ディスローンド
ゴッド・ディスローンド (God Dethroned)は、オランダ・ベイレン出身のデスラッシュバンド。

## 略歴
1990年にオランダ北部の町・ベイレンでヘンリ・ザトラー (Vo、G)を中心に結成。最初期のメンバーは、ザトラー、レンコ・フルスト (B)、アード・デ・ヴェアード (Ds)の3名。このラインナップで、1stデモテープ『Christhunt』を1991年にリリース。翌1992年にドイツのシャーク・レコードから1stアルバム『The Christhunt』をリリースしデビューした。当時は、スウェディッシュ・デスメタルに影響を受けたデスメタルバンドであった。尚、1stデモテープリリース後にフルストは脱退しており、オスカー・カレ (G)とマルコ・アレンズ (B)が加入している。しかし、ザトラーと他のバンドメンバーの間の確執や、レコード会社とのトラブルによって、ザトラーは1993年にバンドを解散する。バンド解散後、ザトラーはミニストリー・オヴ・テラー (Ministry of Terror)というスラッシュメタルバンドを結成し、1994年に1stアルバム『Fall Of Life』をリリースしてデビューしている。このバンドには、ゴッド・ディスローンドの初代ベーシストのフルストがギタリストとして在籍していた。しかし、インペイルド・ナザリーンとのヨーロッパツアーの後、ザトラーはミニストリー・オヴ・テラーを脱退。ゴッド・ディスローンドを再結成することになる。

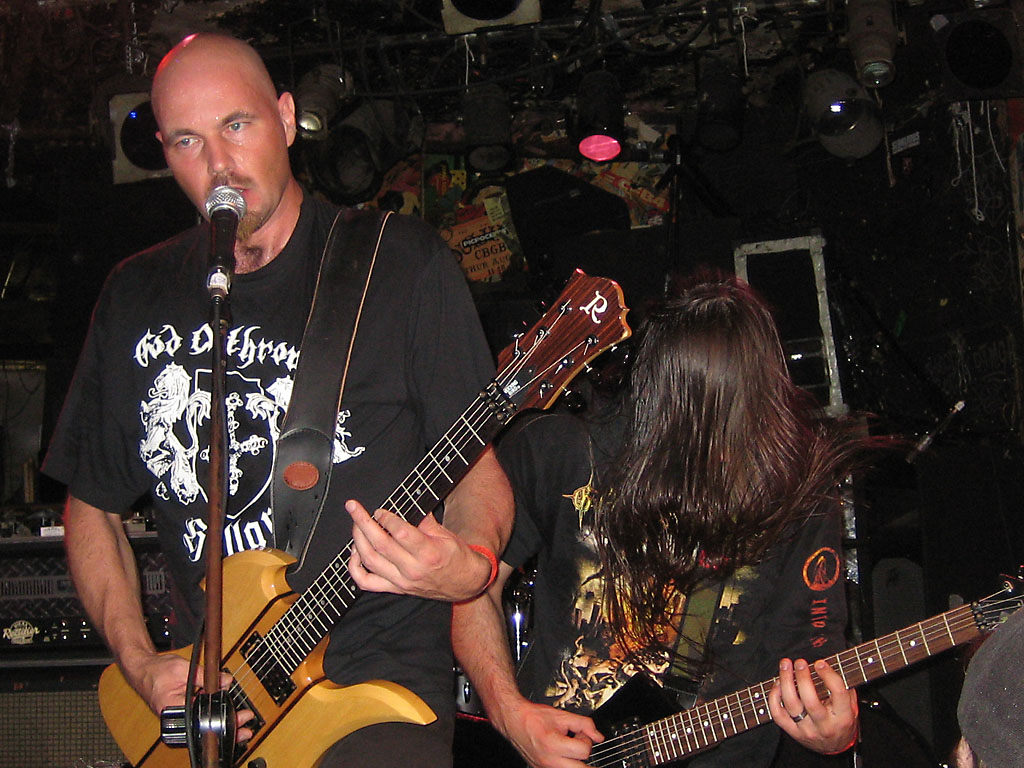
2009年

1996年に、ザトラーを中心に新しいメンバーでゴッド・ディスローンドを再結成。再結成時のメンバーは、ザトラー、イェンス・ファン・デル・ファルク (G)、ルー・サンダース (Ds)の3名。少し遅れて、ビーフ (B)が加入した。アメリカ合衆国のメタル・ブレイド・レコーズと契約して、2ndアルバム『The Grand Grimoire』をリリース。同アルバムリリース後には、カンニバル・コープスやモービッド・エンジェルといったデスメタルバンド、イモータルやマーダックといったブラックメタルバンドとのツアーを経験し、ヨーロッパ、アメリカ合衆国、そして日本でライヴツアーを行っている。その後も、ヴァッケン・オープン・エア等に出演するなど活動を続け、1999年に3rdアルバム『Bloody Blasphemy』をリリース。同アルバムのプロモーションツアーを行っていたが、このツアーの疲れとインヒューム (Inhume)への復帰を望んだことからドラマーのサンダースが脱退。この後、ドラマーは中々決まらず、2001年リリースの4thアルバム『Ravenous』は、当時ナイルで活動していたトニー・ラウリーノをサポートに迎えて作成された。その後のツアーでは、当時ザ・クラウンで活動していたヤンネ・サーレンパーをサポートに迎えている。2002年になって、新ドラマーのアリエン・ファン・ヴェーセンベーク (Ds)が加入。2003年に5thアルバム『Into the Lungs of Hell』をリリース。2004年にファン・デル・ファルクとビーフが脱退し、イザーク・デラハイ (G)とヘンク・ジンガー (B)が加入。この時期のことを、バンド自身はバンドの歴史の中で、最も困難な時期と表現しており、メンバーが長くバンド活動を共にする中で、各々の人生やバンドについて新たな視点を獲得・発展させていったことから、メンバーの交代劇が起こったとしている。デラハイとジンガー加入前までにザトラーとヴェーセンベークの2名で次回作の楽曲制作は終わっており、2名の加入はレコーディング直前に行われた。2004年に6thアルバム『The Lair of the White Worm』をリリース。同アルバムは、日本盤がメタル・ブレイド・レコーズ・ジャパンよりリリースされ、6枚目にして日本デビュー盤となった。リリース後も多くのライヴツアーに参加し、ザ・ホーンテッドやボルト・スロワーとも共演している。ボルト・スロワーとのツアー終了とともに7thアルバム『The Toxic Touch』の制作に着手。2006年にリリースされた。リリース後は、ヴェイダーとのツアーを敢行するが、ザトラーの家族の問題により活動休止状態に陥った。この間、ヴェーセンベークがエピカにセッション参加し、そのままゴッド・ディスローンドを脱退し2007年にエピカに正式加入した。更にデラハイもヴェーセンベークの伝手でエピカにセッションを経て正式加入し、ゴッド・ディスローンドを脱退している。2008年中頃にザトラーが復帰し、二人目のギタリストは不在のまま、元メンバーのルー・サンダース (Ds)が再加入して新アルバムが作成された。2009年に8thアルバム『Passiondale (Passchendaele)』をリリース。リリース後のツアーでは、初めて南アメリカを訪れている。また、サンダースはアルバムリリース後に脱退してしまい、新たにミヒール・ファン・デル・プリフト (Ds)が加入。またこの頃は女性ギタリストのスーザン・ヘール (G)が在籍していたが、短期間でバンドを離れドイツ出身のギタリスト・ダニー・トゥンカー (G)が加入している。2010年に9thアルバム『Under the Sign of the Iron Cross』をリリース。2011年からフューネラル・ツアーを行い、2012年2月のアメリカでのライヴを最後に解散した。
2013年に、ゴッド・ディスローンドが所属していたメタル・ブレイド・レコーズ・ヨーロッパでマネージャーをしていたミヒャエル・トレンゲルトの葬儀が行われ、参列したザトラーは音楽業界の知人と再会する。これが切っ掛けとなり、ザトラーはゴッド・ディスローンドを再々結成することを決意する。2014年に、実際に再結成する。再結成時のメンバーは、ザトラー、イェロン・ポンパー (B)、プリフト (Ds)の3名。2015年にリードギタリストのマイク・ファーガソン (G)が加入。2017年に復活作となる10thアルバム『The World Ablaze』をリリース。2019年3月に、ヨーロッパツアーにマイク・ファーガソンが参加できないことが発表され、代わってデイヴ・メースター (Lead G)がツアーに参加することが発表された。その後、12月に11thアルバム『Illuminati』のリリース予告の際、マイク・ファーガソンが正式に脱退しており、デイヴ・メースターが後任となっていることも併せて発表された。2020年初頭に、プリフトが脱退し、2021年にフランク・スキルペロ (Ds)が加入した。

## メンバー

### 現ラインナップ
- ヘンリ・ザトラー (Henri Sattler) - ボーカル、ギター

バンドの中心人物でありリーダー。別名「T.S.K.」。ミニストリー・オヴ・テラー、ローズ・オヴ・ザ・ストーン、グランド・スプリーム・ブラッド・コート、ウィンター・オヴ・シン、ソウルバーン等のバンドでも活動している。他バンドではベースを担当することもある。
- デイヴ・メースター (Dave Meester) - リードギター

アポフィスでも活動。
- イェロン・ポンパー (Jeroen Pomper) - ベース

アブソーブド、アイコンズ・オヴ・ブルータリティ等のバンドでも活動している。他バンドではボーカルを担うこともある。
- フランク・"スキルペロ"・シルペルールト (Frank "Skillpero" Schilperoort) - ドラムス

シャイニング、ザ・スカーレット・クロウ、アルター、デヴィアスなどでも活動。

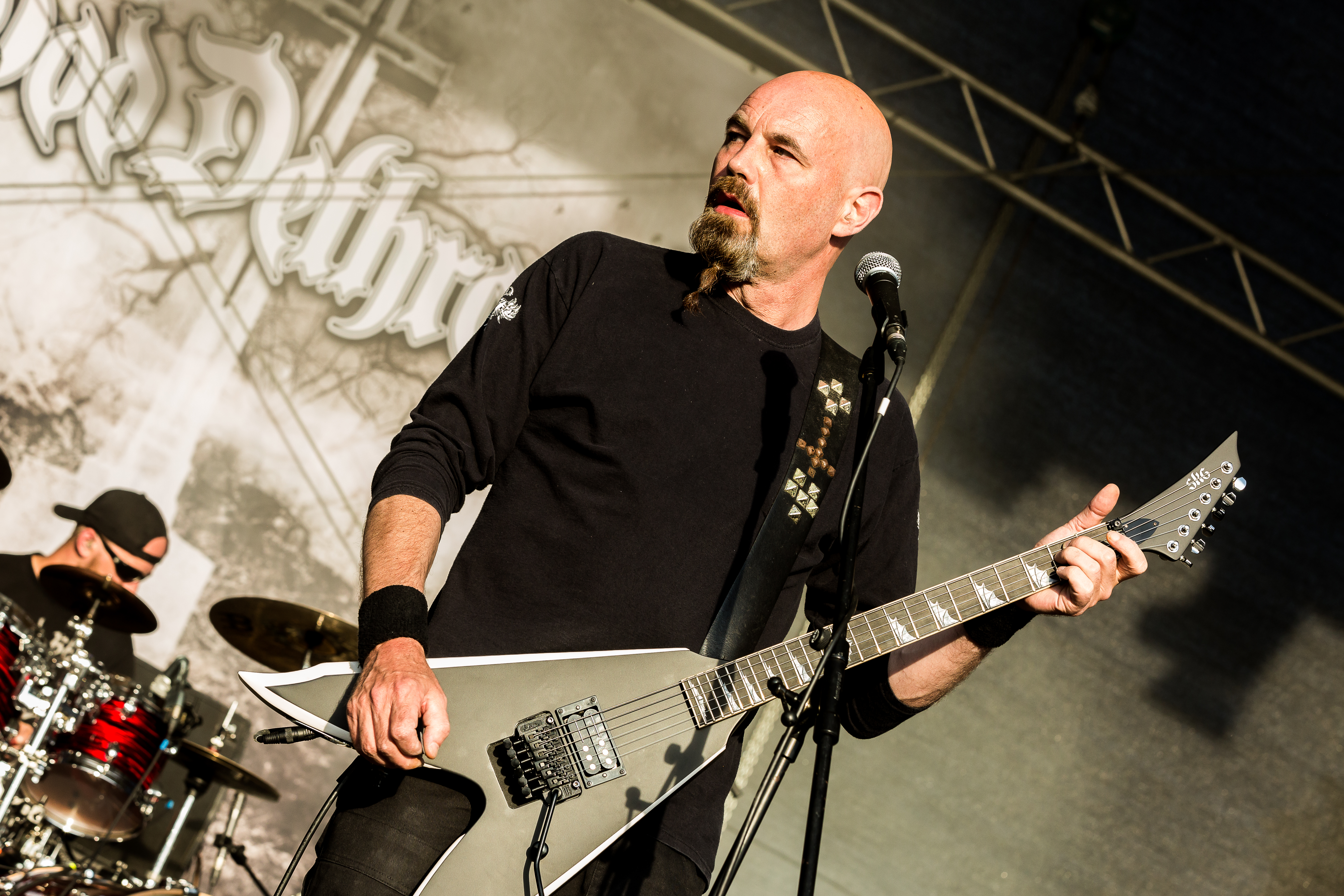
ヘンリ・ザトラー(Vo/G) 2018年
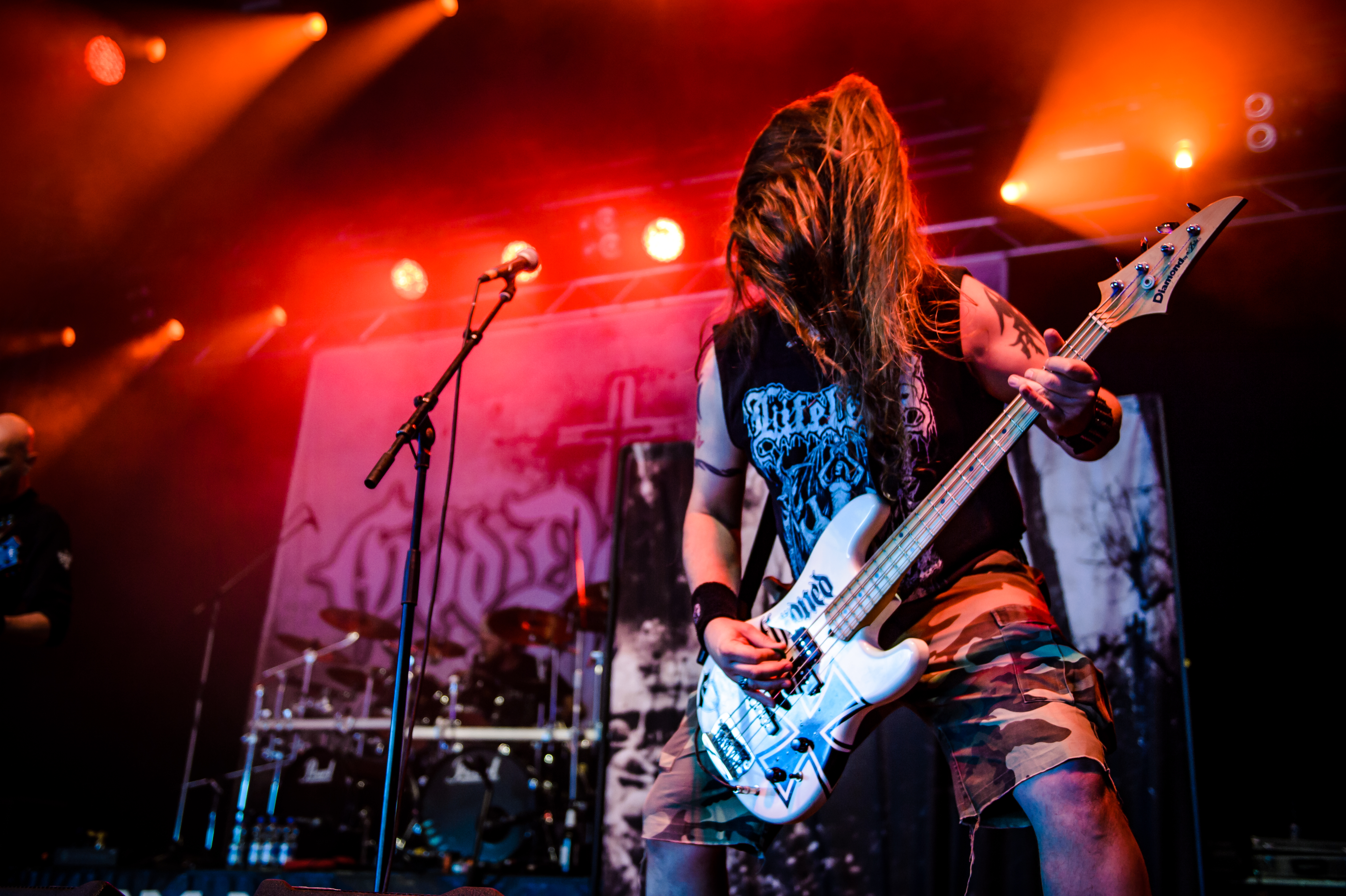
イェロン・ポンパー(B) 2017年

### 旧メンバー

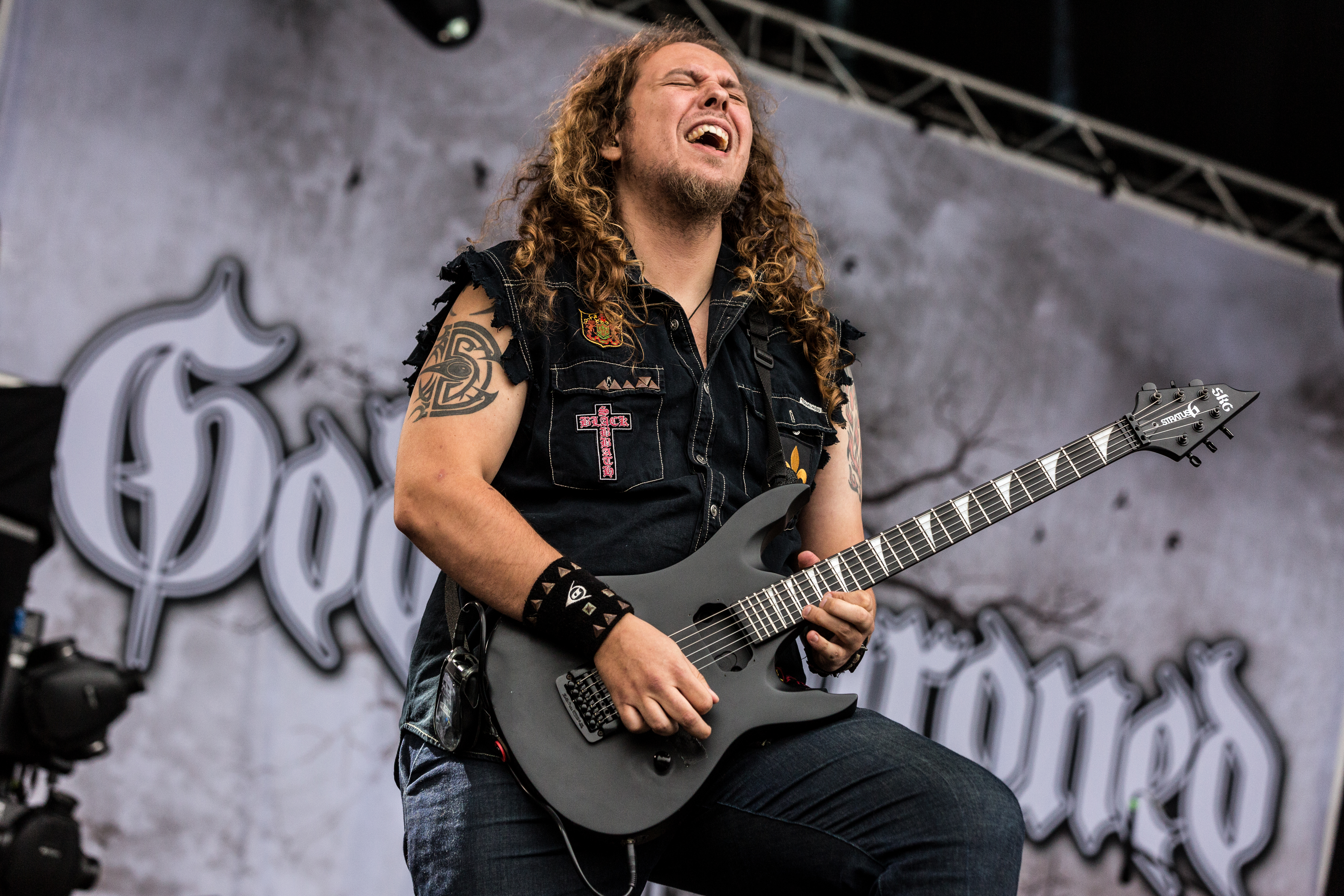
マイク・ファーガソン(G) 2017年

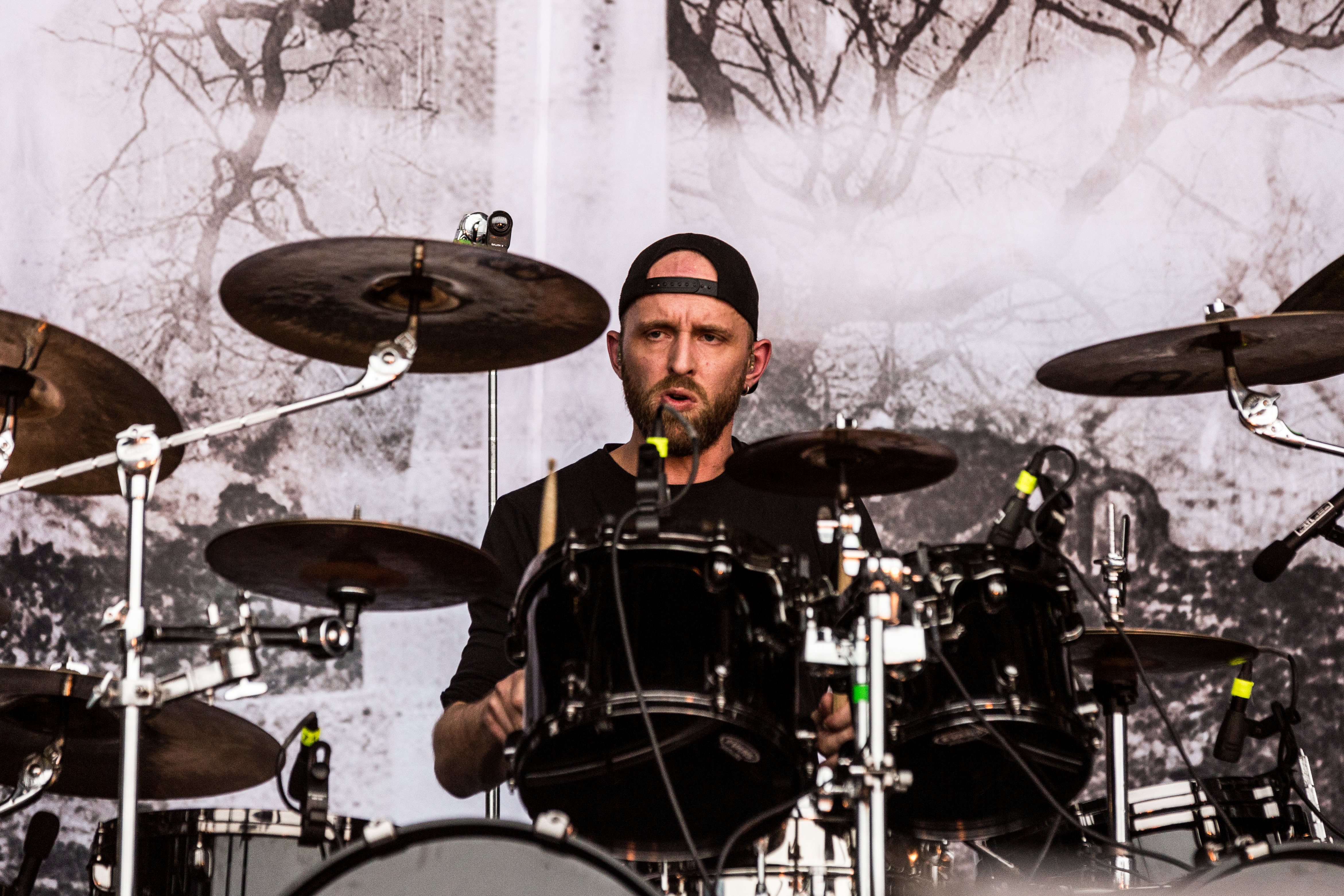
ミヒール・ファン・デル・プリフト(Ds) 2017年

- オスカー・カレ (Oscar Carré) - ギター

リーダー等のバンドでも活動。
- イェンス・ファン・デル・ファルク (Jens van der Valk) - ギター

オータム、カンタラ、エンレイジド、シージャー等のバンドでも活動。他バンドでは、ボーカルやベースを担う場合もある。
- イザーク・デラハイ (Isaac Delahaye) - ギター

エピカ、マヤン、パノプティカム等のバンドでも活動。エピカではハーシュ・ボーカルも担当している。
- スーザン・ヘール (Susan Gerl) - ギター

キル・ディヴィジョン、ディセンシタイズド、クリテーター等のバンドでも活動。グロウルによるボーカルを担当するバンドもある。
- ダニー・トゥンカー (Danny Tunker) - ギター

ドイツ出身。アブホレント、アルカロイド、フォーム、アボーテッド、デトネーション、フュールブラッデッド、プロスティテュート・ディスフィギュアメント、ザ・サトゥルニン等のバンドでも活動。
- マイク・ファーガソン (Mike Ferguson) - リードギター

アメリカ合衆国出身。デトネーション、ドッグハウス・ギャロウズ、ピクチャー、Kutschurft等のバンドでも活動している。
- レンコ・フルスト (Remco Hulst) - ベース

ミニストリー・オヴ・テラーでも活動。
- マルセル・ブーケフェルト (Marcel Beukeveld) - ベース
- マルコ・アレンズ (Marco Arends) - ベース
- ビーフ (Beef) - ベース、バッキングボーカル
- ヘンク・ジンガー (Henk Zinger) - ベース

マッシヴ・アサルト、グラインド・マインデッド等のバンドでも活動。
- アード・デ・ヴェアード (Ard de Weerd) - ドラムス

ローズ・オヴ・ザ・ストーンでも活動。
- ルー・サンダース (Roel Sanders) - ドラムス

インヒューム、キル・ディヴィジョン、Asphyx等のバンドでも活動。
- アリエン・ファン・ヴェーセンベーク (Ariën van Weesenbeek) - ドラムス

エピカ、マヤン、カルマフロー、HDK等のバンドでも活動。
- ミヒール・ファン・デル・プリフト (Michiel van der Plicht) - ドラムス

ペスティレンス、アポフィス、ウィンター・オヴ・シン、デトネーション、プロスティテュート・ディスフィギュアメント、カタファーク、トキソカラ等のバンドでも活動。

### サポートメンバー
- ダニー・サーヴェス (Danny A. "Goatlord" Servaes) - キーボード

2ndアルバム『The Grand Grimoire』、3rdアルバム『Bloody Blasphemy』、4thアルバム『Ravenous』、5thアルバム『Into the Lungs of Hell』、8thアルバム『Passiondale (Passchendaele)』に参加。
ローズ・オヴ・ザ・ストーンで活動。
- イェナ (Jena) - ハープ

2ndアルバム『The Grand Grimoire』に参加。
- ローランド・ヴッブス (Roeland Wubbs) - ピアノ

3rdアルバム『Bloody Blasphemy』に参加。
- ニーンケ・デ・ヨン (Nienke de Jong) - クリーンボーカル

3rdアルバム『Bloody Blasphemy』に参加。
オータム、ハー・エンチャントメント等で活動。カレニッシュ・サークルのアルバムにゲスト参加したこともある。
- トニー・ラウリーノ (Tony Laureano) - ドラムス

4thアルバム『Ravenous』に参加。
ナイル、インシディアス・ディズィーズ等で活動。
- ブライアン・パーソンズ (Brian Parsons) - ボーカル

7thアルバム『The Toxic Touch』に参加。
- ヨルグ・アーケン (Jörg Uken) - キーボード

7thアルバム『The Toxic Touch』、8thアルバム『Passiondale (Passchendaele)』、9thアルバム『Under the Sign of the Iron Cross』に参加。
ナイトフォール、ストームウォーリアー、マンドレイクなどでも活動。ドラマーとしても活動している。
- マティアス・リーディガー (Mathias Riediger) - キーボード

7thアルバム『The Toxic Touch』に参加。
- マルコ・ファン・デル・フェイデ (Marco v.d. Velde) - ボーカル

8thアルバム『Passiondale (Passchendaele)』、9thアルバム『Under the Sign of the Iron Cross』に参加。
ジ・ウーンデッド等のバンドでも活動。ギタリストとしても活動している。
- ミドリ・ハス＝カヤヌマ (Midori Hass-Kayanuma) - 語り手

8thアルバム『Passiondale (Passchendaele)』に参加。1曲目の「The Cross Of Sacrifice」において、日本語の語りを担当している。
- ヤンネ・サーレンパー (Janne Saarenpää) - ドラムス

4thアルバム『Ravenous』リリース後のツアーにサポート参加。
ザ・クラウン、エンジェル・ブレイク等のバンドで活動。
- イアン・ジェケリス (Ian Jekelis) - ギター

2010年、2015年のライヴにサポート参加。
アビゲイル・ウィリアムズ、アボーテッド、アビスマル・ダウン等のバンドで活動。

## ディスコグラフィ
- The Christhunt (1992)
- The Grand Grimoire (1997)
- Bloody Blasphemy (1999)
- Ravenous (2001)
- Into the Lungs of Hell (2003)
- The Lair of the White Worm (2004)
- The Toxic Touch (2006)
- Passiondale (Passchendaele) (2009)
- Under the Sign of the Iron Cross (2010)
- The World Ablaze (2017)

### コンピレーション
- The Ancient Ones (2000)

初期音源（デモテープ）やライヴ音源を集めたコンピレーションアルバム。

### デモ
- Christhunt (1991)